# JNR-Klasse C62
Die Fahrzeuge der Klasse C62 (jap. C62形蒸気機関車, C62-gata jōki kikansha, dt. „Dampflokomotive Typ C62“) der Japanese National Railways (JNR) waren Dampflokomotiven mit der Achsfolge 2’C2’ („Hudson“).
Die 49 Lokomotiven entstanden 1948 und 1949 durch einen sehr umfangreichen Umbau aus überzähligen 1’D1’-Lokomotiven der Klasse 52 und waren die größten und leistungsfähigsten Dampflokomotiven der JNR. Eine der Lokomotiven soll 127 km/h erreicht haben, womit sie nach der Klasse 16E der South African Railways zu den schnellsten Schmalspurdampflokomotiven der Welt gehört. Im Regelbetrieb konnten mit gut 1200 indizierten kW Leistung in der Ebene problemlos über 100 km/h vor einem 300 Tonnen schweren Zug gehalten werden. Äußere Kennzeichen der Lokomotiven waren Boxpok-Räder an Treib- und Kuppelachsen samt Scheibenrädern an allen Laufachsen und die großen Windleitbleche. Dampf- und Sanddom saßen unter einer gemeinsamen Verkleidung. Dies gab den Lokomotiven ein modernes Äußeres. Erstmals in Japan wurde zudem ein Stoker eingebaut.
Die Lokomotiven wurden zunächst zur Beförderung des Tsubame-Express auf der Hauptstrecke zwischen Tokio und Osaka eingesetzt, den damaligen Paradezug der JNR, wodurch sie zu den bekanntesten Lokomotiven des Landes wurden. Als besonderes Detail wurden von den Eisenbahnern auf den Windleitblechen der Maschine C62 2 während dieser Epoche kleine, fliegende Schwalben – das Logo des Tsubame – angebracht, die als ihr Markenzeichen dort bis Heute vorhanden sind.

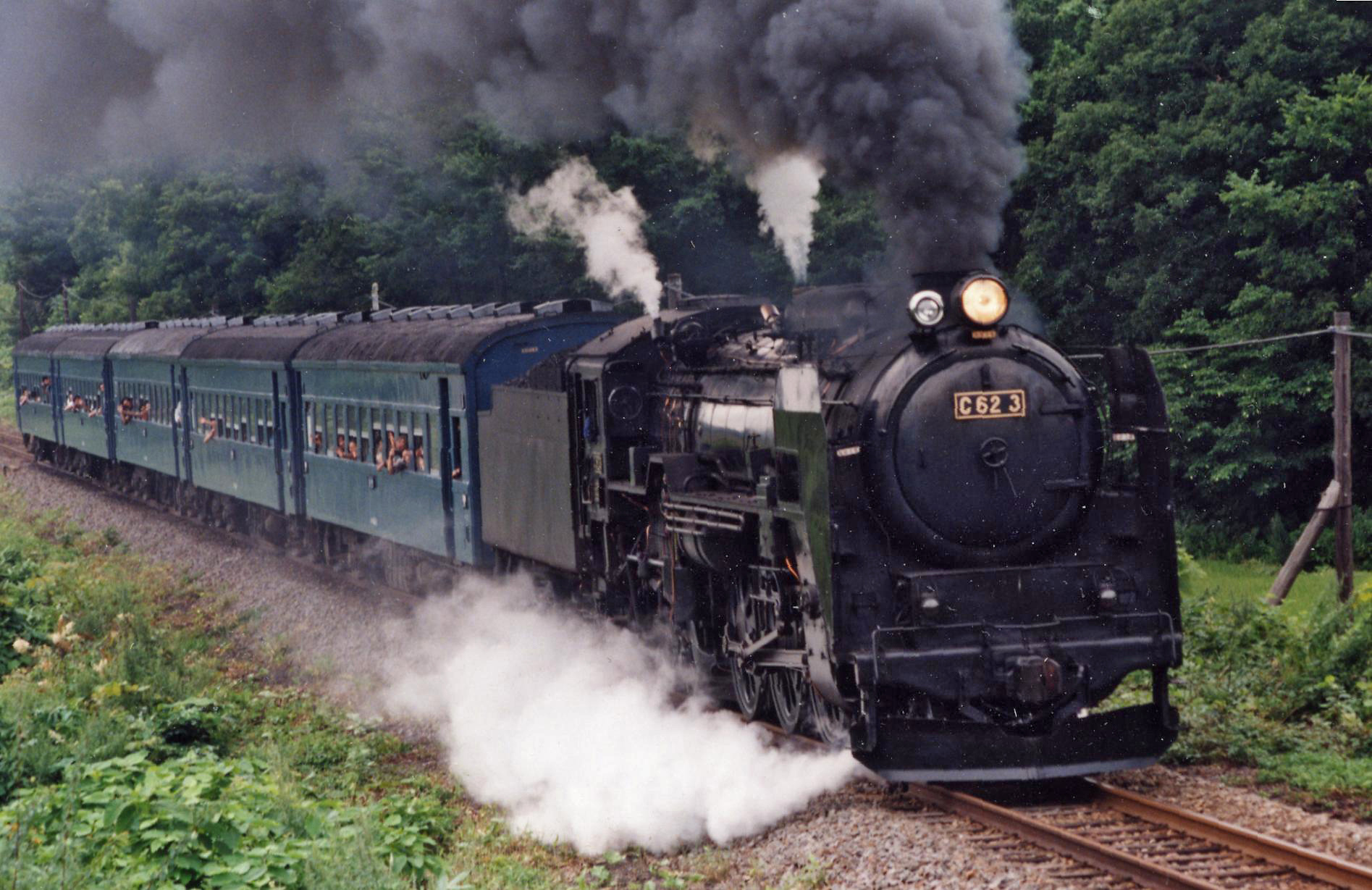
C62 3 vor einem Sonderzug (Niseko-Express) im August 1994 auf der Hakodate-Hauptlinie, Hokkaido

Letzte Einsatzstrecke der C62 wurde schließlich die Hakodate-Hauptbahn auf Hokkaido. Die Maschinen zogen dort den Niseko Express von Otaru bis Hakodate. Wegen der anspruchsvollen Steigungsabschnitte von 1:40 bis Oshamambe musste vor den schweren Zügen auf diesem Streckenabschnitt im Vorspann gefahren werden. Im Winter kämpften sich die Lokomotiven oft auch durch starke Schneeverwehungen. Die Strecke und die C62 erreichte damit in jenen Jahren bei japanischen Eisenbahnfreunden Kultstatus, vergleichbar mit der Popularität der Baureihe 01 auf der Schiefen Ebene zur gleichen Zeit in der Bundesrepublik Deutschland. Am 15. September 1971 fand schließlich die letzte Fahrt des Niseko und damit eines dampfgeführten Schnellzuges überhaupt bei der JNR statt.
Die letzten C62, die nur noch sporadisch in untergeordneten Diensten Verwendung fanden, wurden Ende 1973 außer Dienst gestellt. Insgesamt sind fünf Lokomotiven der Klasse C62 2 erhalten geblieben, darunter die betriebsfähigen Museumsloks C62 2 und C62 3.
Die Popularität dieser japanischen Parade-Schnellzugdampflok spiegelt sich auch in ihrem Erscheinen als „Weltraum-Lokomotive“ des Galaxy Express 999 im gleichnamigen Manga/Anime von Leji Matsumoto wider, einer in Japan noch immer äußerst beliebten Science-Fiction-Erzählung.